# Puerto de Jambukola
El Puerto de Jambukola es un antiguo puerto al norte de Jaffna, en la Provincia del Norte, en el país asiático de Sri Lanka.
Después de que Mihindu Maha Thero trajo el budismo a Sri Lanka en el 250 antes de cristo, su hermana, Theri Sanghamitta llegó a Sri Lanka un año más tarde a este puerto. El templo Samudda-panasala (Jambukola Viharaya) fue construido en conmemoración de la llegada del retoño Bo por el rey Devanampiya Tissa (250-210 AC).
Por desgracia hoy no hay nada en el templo que muestre algo de la antigüedad. La mayoría de las estructuras en el templo como la estupa que se completó en un récord de 65 días fueron hechas por la Marina de Sri Lanka. Incluso el árbol bo actual fue plantado en 1998 por la Marina.